# Colpochila regia
Colpochila regia är en skalbaggsart som beskrevs av Britton 1986. Colpochila regia ingår i släktet Colpochila och familjen Melolonthidae. Inga underarter finns listade i Catalogue of Life.